# Mija Folkesson
Mija Folkesson född 1962 i Pålsboda är en svensk sångerska, kompositör, körarrangör och musiker
Mija Folkesson har skapat musiken till Bolibompas kortfilmer Mona och Mastiff, Räkna med skägg, Stava med skägg, Mäta med skägg och Värsta bråket. Hon har även komponerat musiken till Pino - animerade kortfilmer och biofilm för små barn. Stava med skägg vann Grammis 2011 i kategorin bästa barnskiva med musik av Mija Folkesson och text av David Shutrick.
2012 och 2013 komponerade Mija Folkesson musik till Minimello och 2013 två sånger till filmen Hokus pokus Alfons Åberg. Hon har skrivit musiken till musikalen Skaka galler på Stadsteatern 2014.

## Utgivna skivproduktioner
- 1990 Camping with penguins, LCM records
- 1994 Mija och Greta, Record station
- 1997 Mona och Mastiff, Universal
- 2003 Buddaboys ( i samkomposition med Eva Dahlgren och Greta Folkesson), Andersson records
- 2008 Räkna med skägg, SR
- 2010 Stava med skägg, Orkesterpop records
- 2011 Mäta med skägg, Orkesterpop records
- 2013 Värsta bråket, Orkesterpop records
- 2014 Skaka galler Orkesterpop records